# Бурчаев, Халим Хасанович
Халим Хасанович Бурчаев (род. 26 июня 1956, Турген, Акмолинская область) — чеченский писатель, поэт, публицист, переводчик, литературный критик, член Союза писателей России (2006) и Союза журналистов России (2007).

## Биография
Халим Бурчаев родился в Казахстане, куда его семья была депортирована. После восстановления Чечено-Ингушской АССР семья в числе первых вернулась на родину и в школу будущий писатель пошёл уже в родном селе Ялхой-Мохк. В семье было 15 детей, а Халим был девятым ребёнком.
В 1980 году Бурчаев окончил национальное отделение филологического факультета Чечено-Ингушского государственного университета и начал работать в родном селе преподавателем чеченского языка и чеченской литературы. Организованный им школьный литературный кружок получил известность во всей республике. Написанные кружковцами рассказы и стихи печатались в районной и республиканской прессе. В 1997 году начал преподавать в Червлёнской средней школе. Под его руководством ученики Червлёнской школы стали занимать призовые места на олимпиадах по чеченскому языку.
В 1990-е годы был корреспондентом газеты «Даймохк». Пробовать себя в литературе Бурчаев начал со школьной скамьи, но всерьёз занялся литературным творчеством уже в университете. В 1977 году его первые стихи были опубликованы в республиканской газете «Ленинан некъ». В 1980-х годах в той же газете появились его первые статьи и рассказы.
Произведения Бурчаева с тех пор публикуются на страницах республиканской прессы. С 2006 года он является членом Союза писателей России, а с 2007 года — Союза журналистов. В 2004 году он стал редактором отдела критики журнала «Орга», в 2009 — заместителем главного редактора этого журнала. Также Бурчаев работал переводчиком телерадиокомпании «Грозный», преподавателем истории чеченской литературы в Гудермесском педагогическом колледже и Чеченском университете. Им переведены на чеченский язык произведения Ильфа и Петрова, Олжаса Сулейменова, Хаджи-Мурата Мугуева, Петра Павленко, Расула Гамзатова и других известных писателей. Также он работает ответственный секретарём журнала «Таллам» (с чеч. — «Исследование»), который издаётся Академией наук Чеченской Республики.
В ноябре 2023 года Бурчаев выиграл республиканский конкурс на знание чеченского языка.

## Награды
- Народный писатель Чеченской Республики (25 апреля 2022) — за вклад в развитие и сохранение чеченского языка, безупречную добросовестную работу и в связи с Днём чеченского языка.
- Заслуженный журналист Чеченской Республики (2008)[5].